# Babcock State Park

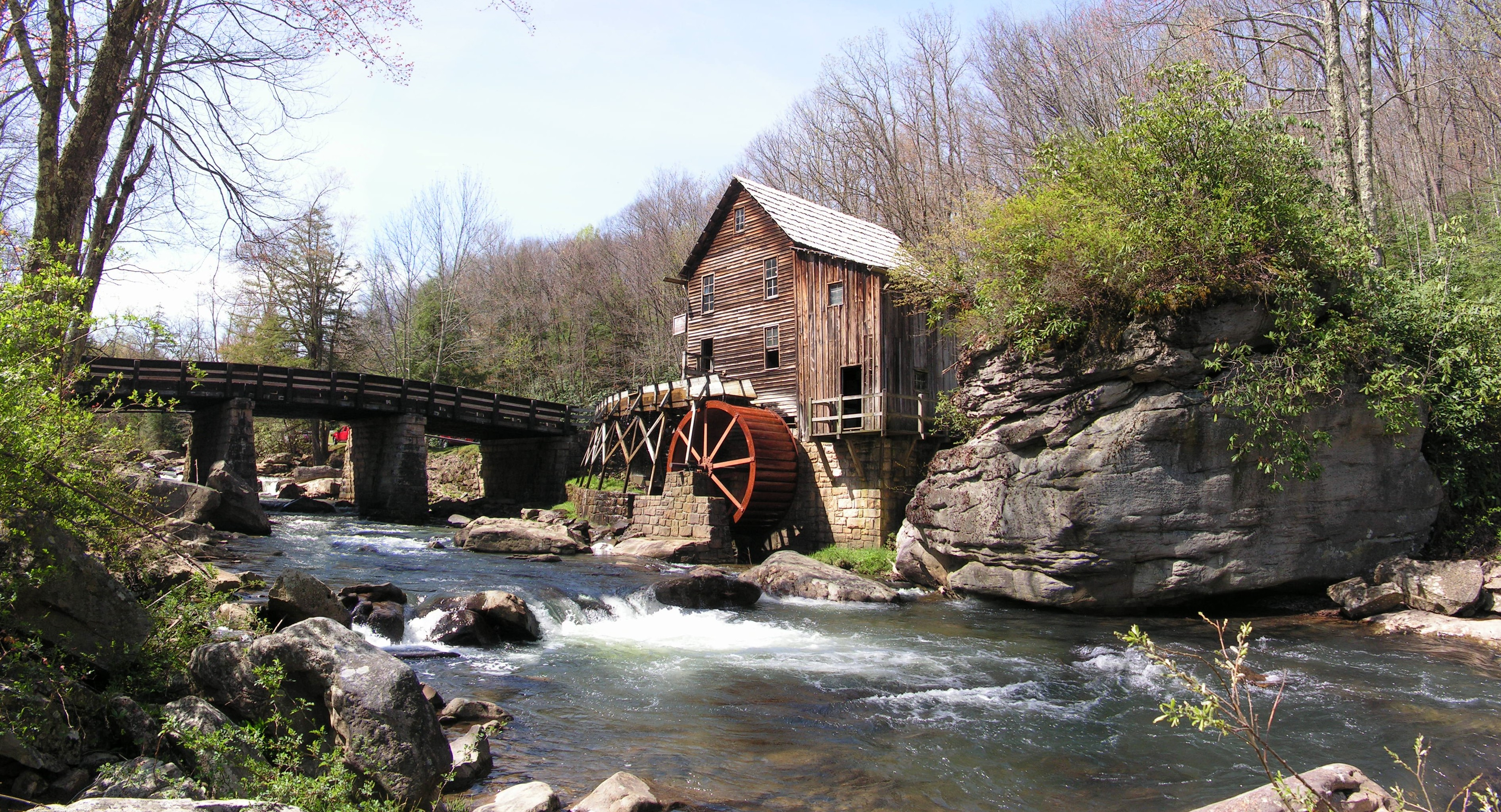

Babcock State Park é um parque estadual dos Estados Unidos localizado ao longo do New River Gorge National River no Condado de Fayette, Virgínia Ocidental. Seu nome é uma homenagem a Edward V. Babcock, um industrial madeireiro.